# Isabel Russinova
Maria Isabella Cociani (n. 20 ianuarie 1958, Sofia, Republica Populară Bulgaria), cunoscută drept Isabel Russinova, este un fotomodel, actriță și moderatoare de televiziune italiană.